# Harold Koopowitz
Harold Koopowitz (1940) is een Amerikaanse botanicus.
In 1961 behaalde hij zijn B.Sc. aan de Rhodes University in Zuid-Afrika. In 1963 behaalde hij hier zijn M.Sc. in de botanie en de zoölogie. In 1968 behaalde hij een Ph.D. aan de University of California, Los Angeles.
Koopowitz is hoogleraar in de ecologie en de evolutiebiologie aan de School of Biological Sciences van de University of California, Irvine. Zijn interesses bevinden zich op het gebied van fytogeografie, natuurbescherming, voortplantingsbiologie van planten, het kweken van planten en sierteelt.
Koopowitz houdt zich vooral bezig met bedreigde plantensoorten en -gemeenschappen, waaronder met name de eenzaadlobbigen met tepalen. Hij richt binnen deze groep zijn aandacht op geofyten uit gematigde streken die behoren tot de lissenfamilie, de leliefamilie, de narcisfamilie (onder meer narcis en Clivia) en aanverwante groepen. Tevens richt hij zijn aandacht op tropische epifyten uit de orchideeënfamilie (onder meer Paphiopedilum en Phragmipedium). Met zijn onderzoek richt hij zich op het begrijpen en voorspellen van snelheden van het uitsterven van planten en het ontwikkelen van methoden om dit probleem tegen te gaan. Ook onderzoekt hij de factoren die ten grondslag liggen aan voortplantingssucces of het gebrek daaraan bij zeldzame planten.
Koopowitz heeft op diverse plaatsen in de wereld veldonderzoek verricht. Een aantal jaar heeft hij in Afrika gewerkt. Hier heeft hij zich onder meer beziggehouden met onderzoek naar de voortplanting in de Zimbabwaanse orchidee Aerangis verdickii.

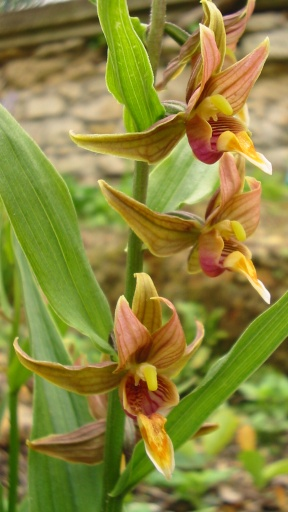
Epipactis gigantea, onderwerp van onderzoek van Harold Koopowitz

In zijn laboratorium houdt Koopowitz zich onder meer bezig met onderzoek naar de genetische structuur van populaties van de Noord-Amerikaanse orchidee Epipactis gigantea. Dit onderzoek verricht hij samen met Alan Thornhil. Tevens doet Koopowitz samen met Tito Marchant onderzoek naar de genetische structuur van micropopulaties van de succulente geofyt Dudleya multicaulis. Met Mark Elvin verricht Koopowitz onderzoek naar het effect van populatiegrootte op het voortplantingssucces van meerdere Calochortus-soorten, waaronder die uit Calochortus sectio Mariposa, die met name voorkomen in het westen van de Verenigde Staten.
Koopowitz is gedurende twintig jaar directeur van het UCI Arboretum (arboretum van de University of California - Irvine) geweest. Hij is verantwoordelijk geweest voor het uitbreiden van de collectie Afrikaanse bol- en knolgewassen. Tevens is hij betrokken geweest bij het opzetten van een genenbank, waarbij cryopreservatie is toegepast om zaden en stuifmeel van bedreigde plantensoorten te bewaren.
Koopowitz is lid van meerdere biologische organisaties, waaronder het beschermingscomité van de American Orchid Society, de Botanical Society of America en de Orchid Specialist Group van de Species Survival Commission. In 2003 heeft de International Bulb Society Koopowitz onderscheiden met de Herbert Medal, een onderscheiding voor iemand die heeft bijgedragen aan de kennis over bolgewassen.
Koopowitz is de (mede)auteur van vele artikelen in wetenschappelijke tijdschriften. Hij was de hoofdredacteur van het tijdschrift Orchid Digest. Tevens is hij de (mede)auteur van meerdere boeken.

## Selectie van publicaties
- Plant Extinction: A Global Crisis; Hilary Kaye & Harold Koopowitz; Christopher Helm (1990); ISBN 0747018065
- Novelty Slipper Orchids: Breeding and Cultivating Paphiopedilum Hybrids; Harold Koopowitz & Norito Hasegawa; Angus & Robertson (1991); ISBN 0207160309
- Orchids and Their Conservation; Harold Koopowitz; Timber Press (2001); ISBN 0881925233
- Clivias; Harold Koopowitz (auteur) & James Comstock (fotograaf); Timber Press (2002); ISBN 0881925462
- Tropical Slipper Orchids: Paphiopedilum and Phragmipedium Species and Hybrids; Harold Koopowitz; Timber Press (2008); ISBN 088192864X